# Хермитиџ (Пенсилванија)
Хермитиџ (енгл. Hermitage) град је у америчкој савезној држави Пенсилванија. По попису становништва из 2010. у њему је живело 16.220 становника.

## Демографија
Према попису становништва из 2010. у граду је живело 16.220 становника, што је 63 (0,4%) становника више него 2000. године.
| Група             | 2000.          | 2010.          |
| Белци             | 15.284 (94,6%) | 15.034 (92,7%) |
| Афроамериканци    | 500 (3,1%)     | 613 (3,8%)     |
| Азијати           | 130 (0,8%)     | 202 (1,2%)     |
| Хиспаноамериканци | 107 (0,7%)     | 156 (1,0%)     |
| Укупно            | 16.157         | 16.220         |